# Orkanen Urd
Orkanen Urd var en orkan, der ramte Nordeuropa 1. og 2. juledag, 25. og 26. december 2016. I Danmark, Norge og på Færøerne nåede vindstødene flere steder over orkangrænsen på 32,6 m/s, og på Færøerne blev middelvinden målt til 52 m/s. Vinden kom fra Island og områder nord derfor. I Storbritannien fik den navnet Storm Conor. I Tyskland fik den navnet Barbara, som dog ikke bør forveksles med en anden storm, der passerede de britiske øer.
Stormen blev navngivet af det norske meteorologiske institut, hvorfor den ikke er opkaldt med et drengenavn, der starter med I, hvilket den ville være blevet, hvis den var blevet døbt af DMI. På Færøerne slog Urd færøsk rekord i vindstyrke, da vindstød med 78,7 m/s ved Norðadalsskarð nåede op over dobbelt orkanstyrke, mens middelvinden var på 52 m/s. I Norge nåede Urd også op over orkanstyrke på visse målestationer. Den højest målte vindstyrke i Norge var på 53,3 m/s, det blev målt  Elvershei ved toppen af Røldal Skicenter i sekundet til midnat til 2. juledag. I Skotland blev der målt en middevind på 44,2 m/s ved en vejrstation, der befinder sig i 1.237 meters højde. Den højest målte vindstyrke i Danmark blev målt i Thorsminde, hvor den nåede 37,8 m/s i vindstødene.

## Danmark
I Danmark havde Urd ikke status af orkan, da vindstyrken holdt sig under orkangrænsen på 32,6 m/s i middelvinden, omend den nogle steder røg over grænsen i vindstødene. Både den højeste vindstyrke i middelvind (i løbet af ti minutter) og vindstød blev målt i Thorsminde, hvor de målte tal nåede henholdvis 29,4 m/s og 37,8 m/s. Vindstyrken var passende for vindmøller, som betød at elprisen i gennemsnit var negativ i begge døgn 25. og 26. december.
Urd medførte ingen personskade, men medførte materielle skader, blandt andet pga. en stormflod, der tog flere meter af kysten. Stormrådet erklærede stormflod visse steder i landet den 27. december 2016. Stormfloden medførte stigende vandstand flere steder i landet. I Limfjorden nåede vandstanden op på 2,8 meter over daglig vande, mens den ved Jyllands vestkyst nåede helt op på 3,4 meter. Men området omkring Roskilde Fjord blev også påvirket.
Udover de materielle ødelæggelser påvirkede Urd også fiskeriet idet Urd dels forhindrede fiskerne i at komme ud at fiske. Dels havde Urd flyttet rundt på fiskene, så fiskerne også af den grund fangede færre fisk. Formanden for fiskehandlerne vurderede lige før nytår, at der blev fanget 10% af den normale fangst. Det påvirkede også priserne på torsk, som blev vurderet til at stige til det dobbelte af normalprisen.
Både før og under Urds hærgen var op til 1.500 personer i beredskabet på arbejde, for at minimere skaderne. Urd medførte flyvende genstande og knækkede træer i Nordjylland, hvor myndighederne pga. livsfare frarådede at gå udenfor. Nogle steder har stilladser været ved at vælte.
Derudover forstyrrede Urd trafikken, hvor den blandt andet via væltede træer afbrød strømmen til togenes køreledninger på Sjælland, forårsagde forsinkelser i Jylland og aflyste færgen mellem Gedser og Rostock. Generelt skete der dog færre skader end under Allan, Bodil og Gorm. Øresundsbroen var lukket en overgang, mens der på andre tidspunkt blev frarådet at køre på såvel Øresundsbroen som Svendborgsundbroen og Vejlefjordbroen med vindfølsomme køretøjer. Efterfølgende blev der fundet 36 øvelsesgranater ved Jægerspris. De havde ligget under sandet, men var blevet blotlagt af Urd.
Ved Risø DTU var vandet én meter fra en bygning, der huser 5000 tønder med atomaffald. Bygningen ligger 2,43 meter over havet og er den lavest beliggende bygning i området. Bygningen var også i fare under Stormen Bodil i 2013. Da var vandet 40 cm fra bygningen

## Norge og Sverige
I det vestlige Norge har Urd flere steder været en orkan, der blandt andet har medført, at 10.000 husstande mistede strømmen, at træer er væltet og et tag, er blæst af et hus. I det sydlige Norge var der varslet bølger på op til 25 meter og forhøjet vandstand i Oslofjorden. Både vej-, færge- og flytrafikken har været påvirket og visse steder aflyst og myndigheder frarådede al unødvendig udkørsel.
Urd nåede også orkanstyrke visse steder i Sverige, hvor SMHI varslede storm i den sydvestlige del af landet. I Göteborg blev Älvsborgsbron lukket. Mellem den 26. og 27. december var visse jernbanestrækninger i det sydlige Sverige lukket. Ligeså var færgeruten til Frederikshavn aflyst. De svenske vindkraftanlæg slog rekord, da de nåede op på at producere 5,7 mio. kWh på én time mod normalt mellem 2,0-2,4 mio kWh.

## Færøerne
Færøerne var ramt af flere orkaner og storme omkring jul og nytår. Det startede med storm den 20. december, med vindstød af orkanstyrke op til mindst 49 m/s. 
Orkanen Barbara ramte øerne lillejuleaften og varede ved indtil ved middagstid juleaften. Orkanen havde en middelvind på 30-40 m/s aftenen igennem, og et vindstød ved Norðadalsskarð på 70 m/s slog rekorden på 66,9 m/s, som blev målt den 7. marts 1997 ved Mykines Fyr. Alarmcentralen i Tórshavn modtog 256 meldinger om stormskader, de fleste fra Suðuroy. Orkanen førte til at det centrale Færøerne og Klaksvík var uden elektricitet i ca. en time sent om aftenen lillejuleaften. Orkanen Urd ramte øerne ved middagstid 1. juledag og varede indtil formiddag 2. juledag, med middelvind på 52 m/s.
Orkanen Urd førte til mange skader på bygninger, biler og både, og en kvinde fik skade, hun brækkede benet da et vindstød blæste hende omkuld. Klaksvík var hårdt ramt, flere biler fløj gennem luften. Tag og husbeklædninger blev revet af flere huse og fløj gennem luften og forårsagede endnu flere skader. I bygden Kambsdalur i Eysturoy blev en hel fabrikshal revet af grunden og fløj gennem luften. Bygderne ved Skálafjørður var også hårdt ramt af skader. I Tórshavn skete der også flere skader og det samme skete flere andre steder på Færøerne. Ifølge Redningstjenesten i Tórshavn (Tórshavnar Sløkkilið) modtog de omkring 130-150 meldinger om skader i Tórshavn og det centrale Færøerne, og det mistede kontrollen over situationen, da det ikke var muligt at køre mellem alle bygder. Bl.a. var en mand i Norðadalur alene om at prøve at redde en bygning. En ung kvinde fra Runavík fik veer midt under orkanen, og da det ikke var tilrådeligt at køre til Landssygehuset i Tórshavn pga. det dårlige vejr, blev hun nødt til at føde hjemme, jordemoder og to portører trodsede dog uvejret og kørte hjem til hende og hjalp hende med fødslen, som gik godt.
Radaranlægget på toppen af fjeldet Sornfelli, der blev opført af NATO i 1963 til varsling mod angreb østfra af bombefly, fik stor skade under orkanen Urd 2. juledag. Der er to kupler på Sornfelli, begge fik skade under stormen, den ene fløj fuldstændig af grunden, mens den anden fik skade. Kuplerne blev etableret som en forlængelse af den amerikanske/canadiske DEW-Line (Distant Early Warning Line). Efter orkanen er radaren uvirksom og skal repareres. Der er 352 plader i hver kupel, ti år tidligere kostede hver plade 24.000 kroner. Radaren plejer at sende billeder af luftrummet over Færøerne til flytrafikken. Redningsorganisationerne på Færøerne, der for en stor del baseres på frivillige, havde radioudstyr stående inde i kuplen på Sornfelli, der fløj i luften i stormen, og al deres udstyr er ødelagt. Det var en gave fra Holland og havde en værdi på 400.000 kroner. Af ukendte årsger var det ikke forsikret.
Det blæste også meget natten til den 28. december, og der skete enkelte skader, f.eks. blev en del af rækværket på Broen over Sandá, der forbinder Tórshavn og Argir og som åbnede tidligere på året, revet løs. Der var også meldinger om væltede træer og tage der blev revet løs.
Ifølge politiet på Færøerne modtog de omkring 650 anmeldelser om skader på en uge, mens de på et helt år plejer at have omkring 800 anmeldelser.
Den 29. december 2016 om aftenen var der igen orkan i visse dele af Færøerne, og det kom ret uventet, der var ikke varslet om orkan. Der skete flere skader bl.a. i Tvøroyri, hvor en del af taget blæste af pubben nede i havnen samt andre skader på vinduer og husbeklædninge i den centrale del af byen. Der skete også skader i Klaksvík, hvor et tag blev revet af et hus og i udkanten af Tórshavn, hvor en kontainer blev blæst ud over en skrænt og endte lidt senere ude på en trafikeret vej, som fører fra hovedstaden til den nordlige del af øen Streymoy. Politiet nåede dog at afspærre vejen, før halvdelen af kontaineren vippede over kanten og ned på kørebanen. Politiet modtog over 20 anmeldelser om skader.
Enkelte steder blev der målt vindstød op i 62,7 m/s og gennemsnitsvinden var 43,4 m/s.
Flere af SEV's vindmøller i Húsahagi ved Tórshavn og i Neshagi på Eysturoy fik skade under juleorkanerne i 2016. En af vindmøllerne i Neshagi målte vind op til 76 meter per sekund under juleorkanerne. Samme sted er der ved en anden orkan blevet målt vindkast op til 82 m/s.
Den norske lakseopdræt virksomhed Marine Harvests færøske afdeling har forsøgt sig med lakseopdræt ved Sandsvág ved bygden Sandur. Det var endnu på forsøgsstadie, da orkanen Urd og de andre orkaner ved juletid ramte Færøerne. Virksomheden havde havt to ringe med 50.000 laks i hver ring, og vinteren 2016/17 var en første vinter, hvor der var laks i ringene, før det havde de lavet målinger med tomme ringe. Efter orkanerne omkring julen 2016 kunne Marine Harvest konstatere, at ringene havde klaret orkanerne fint, men laksen klarede det ikke, en ret stor del af dem var døde. De besluttede derfor også at tage de overlevende laks og slagte dem. Der havde været meget høje bølger og meget hård havstøm ved Sandsvág under orkanerne, og det havde laksen åbenbart ikke tålt. Marine Harvest ville undersøge det hele nærmere, før de ville tage beslutning om de ville forsætte eller ej med lakseopdræt ved Sandsvág.
Den 2. januar 2017 kunne de to store forsikringsselskaber på Færøerne konstatere, at de tilsammen havde modtaget ca. 2.400 anmeldelser om skader pga. juleorkanerne, som de vurderede til omkring 45-50 millioner danske kroner. Tryggingarfelagið Føroyar havde modtaget 1700 anmeldelser, som de vurderede ville koste 30 millioner kroner, mens Trygd havde modtaget 700 anmeldelser, som de vurderede ville koste 15-20 millioner kroner. Det var dog for tidligt at sige præcis hvor omfattende skaderne var.
Den 16. januar 2017 var antallet af skader under juleorkanerne på Færøerne kommet op på 3.000 og var vurderet at koste forsikringsselskaberne 75 millioner kroner. Den største og dyreste skade skete, da en erhvervsbygning i Kambsdalur blev revet af grunden og fløj væk. Tryggingarfelagið Føroyar modtog i alt 2335 anmeldelser om skader, der blev vurderet at koste mellem 40 og 45 millioner kroner, mens forsikringsselskabet Trygd modtog i alt 1011 anmeldelser om stormskader, der blev vurderet at koste godt 30 millioner at erstatte.